# Rupert Sanders
Rupert Sanders (ur. 16 marca 1971 w Londynie) – brytyjski reżyser i grafik.

## Życiorys
Ukończył studia z zakresu grafiki w londyńskim Central Saint Martins College of Arts and Design w ramach University of the Arts London. Zajmował się tworzeniem filmów reklamowych, w tym promujących produkty marek Nike, Adidas, Xbox i Guinness. Za reklamę gry Halo 3: ODST na Międzynarodowym Festiwalu Reklamy w Cannes otrzymał dwa Złote Lwy.
W 2012 zadebiutował jako reżyser filmowy, nakręcił produkcję fantasy Królewna Śnieżka i Łowca, w której zagrali m.in. Kristen Stewart, Charlize Theron, Chris Hemsworth i Sam Claflin.
Był mężem modelki Liberty Ross i szwagrem kompozytora Atticusa Rossa. Rozwiódł się w 2014. Z byłą żoną ma dwoje dzieci: córkę Skylę i syna Tennysona.